# Erich Karassowitsch
Erich Karassowitsch (* 6. März 1944 in Rust; † 1. Mai 2021) war ein österreichischer Weinbauer und Politiker (FPÖ). Er war von 1994 bis 1997 Abgeordneter zum Burgenländischen Landtag.

## Leben
Erich Karassowitsch wurde als Sohn des Schneidermeisters und Weinbauers Andreas Karassowitsch geboren und evangelisch getauft. Er besuchte nach der Volksschule in Rust vier Klassen des Realgymnasiums Eisenstadt. Nach dem Besuch der zweijährigen Weinbauschule in Gumpoldskirchen stieg Karassowitsch im Alter von 18 Jahren in den Weinbaubetrieb seiner Eltern ein und übernahm diesen später.
Mitte der 1980er Jahre fand Erich die Liebe zum Destillieren. Er holte etliche nationale und internationale Preise, darunter viele Goldmedaillen für seine Brände. Diese Passion übte er bis 2019 aus.
2021 wurde Erich Karassowitsch neben Hans Holler und Harald Weiss vom Gemeinderat der Freistadt Rust einstimmig posthum zum Ehrenbürger der Stadt ernannt.

## Politik
Karassowitsch war ab 1988 Gemeinderat in der Stadtgemeinde Rust und rückte am 10. November 1994 für Stefan Salzl in den Burgenländischen Landtag nach. Er vertrat die FPÖ bis zum 6. November 1997 im Landtag.